# Ján Andrej Demian
Ján Andrej Demian, Johann Andreas Demian, Demián János András (Trencsén, 1732. február 9. – Pozsony, 1799. január 2.) ügyvéd, költő
Trencsénről származott, Pozsonyban volt ügyvéd. Írt latin, német és szlovák költeményeket, alkalmi élces verseket. Költeményeit kiadta Tablic, Slov. Versovci, Vác, 1809. II. kötetében. 

## Művei
- Při příložitosti swabdy ... P. Karla Konrádi ... S ... Pannau Gul. Mikowini. Wien, 1772.
- Oda an ... Georg Stretsko ... Pozsony, 1786.
- Die Namensfeier des Herrn Johann Georg Stretschko, besungen den 24. April 1787. (Pozsony. Költemény.)